# 聖母子 (ペルジーノ)
『聖母子』（せいぼし、伊: Madonna col Bambino, 英: Madonna and Child）は、盛期ルネサンスのイタリアの巨匠ピエトロ・ペルジーノが1500年ごろに制作した絵画である。油彩。聖母子を主題としている。現在はワシントンD.C.のナショナル・ギャラリーに所蔵されている。

## 作品

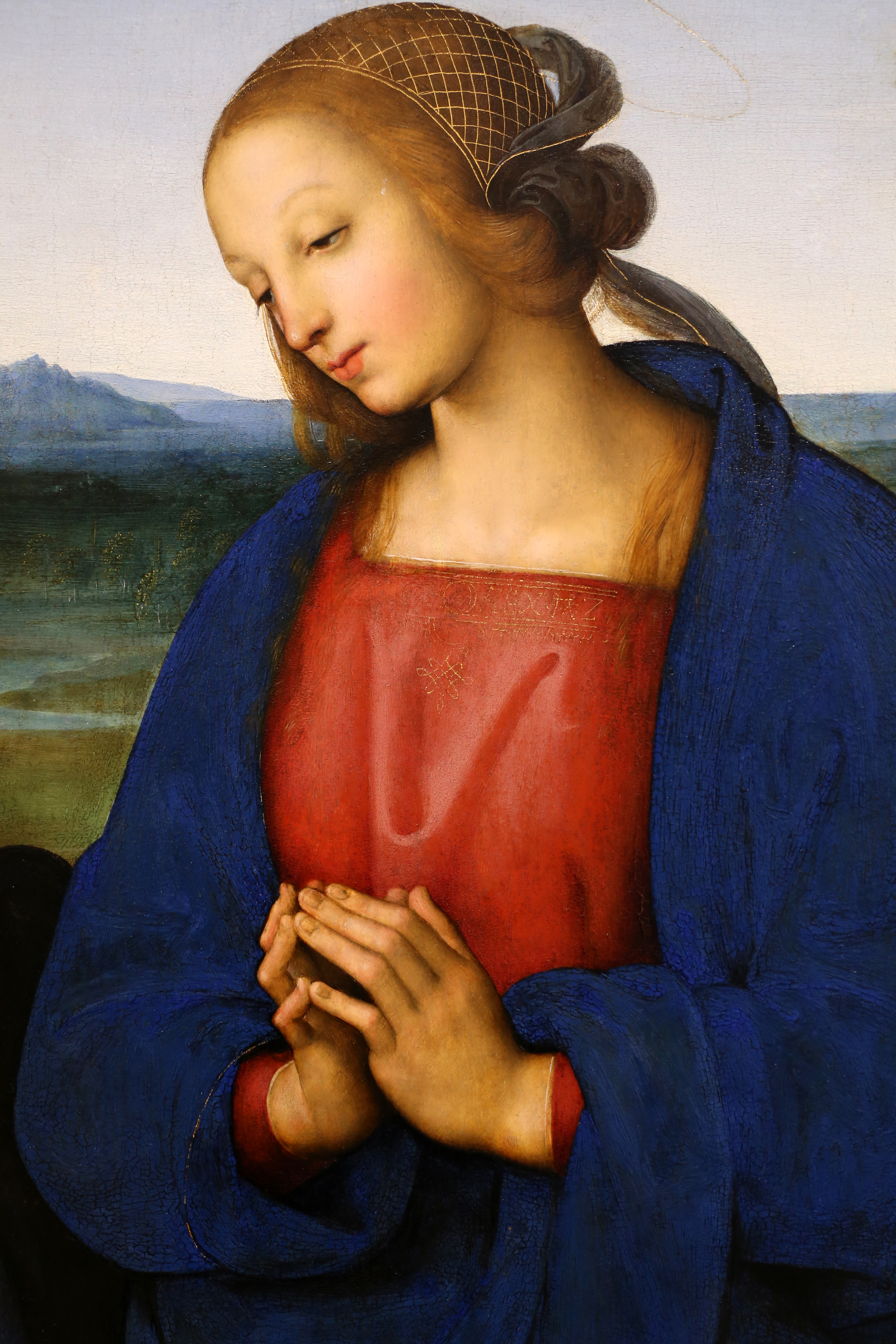
『チェルトーザ・ディ・パヴィアの多翼祭壇画』中央の『聖母子と天使』の聖母像。

聖母マリアは深紅のドレスの上に青いローブを幼児のイエス・キリストを膝の上に抱えて座っている。聖母は上品に弧を描いた眉と真っ直ぐな長い鼻、ピンク色の小さな唇を持ち、髪を青いリボンを用いて頭の後ろでまとめている。身体を左側に傾けて座り、小さな唇を閉じて、静かに息子を見下ろしている。キリストは裸である。母子の肌はすべらかで桃色を帯びている。彼女は座っているキリストを右手で支え、もう一方の手をいつでも動かせるように幼児の足の近くで控えている。穏やかな光は画面左側から降り注いでいる。聖母の背後の遠景には、典型的なウンブリア地方の田園地帯を思わせる丘陵の風景が広がり、青く霞んだ山々、まばらな木々、建築物と教会の尖塔のある町の景色が、淡い青空の下の遠くの地平線に沿って並んでいる。
キリストの造形は繊細で、薄い茶色の瞳と、小さく尖った鼻、ピンク色の小さな唇を持ち、また幼児らしいふくよかな頬とお腹、両腕、両脚をしている。キリストの両手は何かについて熟慮するかのようなポーズをしており、肩越しに画面左を見つめている。
聖母の図像はロンドンのロンドン・ナショナル・ギャラリーに所蔵されている『チェルトーザ・ディ・パヴィアの多翼祭壇画』（Certosa di Pavia Altarpiece）中央の板絵、『聖母子と天使』（The Virgin and Child with an Angel）の聖母像と類似している。幼児の肌色は聖母の衣服の明るい色と対照的であり、絵画全体に心地よい明るさの効果を与えており、構図は宗教的テーマと親子間の甘い愛のテーマが重なり融合する、心地のよい調和と親密さの感覚を反響させている。
遠景の地平線は聖母の肩のあたり、板絵の約4分の3の高さに位置している。風景は遠くの地平線に向かって消え、大気がもたらす効果を空中遠近法によって再現している。
保存状態は良くない。表面は特に幼児キリストの部分が摩滅しており、また後代の修復の筆も入っている。

## 来歴
絵画の制作経緯やその後の来歴の大部分は不明である。おそらくイタリアのヴィッラフランカのマルケージ（Marchesi of Villafranca）が所有したのち、マドリードのラ・ロマーナ侯爵の手に渡り、ビジャマジョール侯爵（Marquès de Villamayor）に遺贈された。その後、デュビーン・ブラザーズ（Duveen Brothers, Inc.）に売却され、アメリカ合衆国の投資家クラレンス・マッケイ、1936年にニューヨークのサミュエル・H・クレス財団（Samuel H. Kress Foundation）によって購入されたのち、1939年にナショナル・ギャラリーに寄贈された。

## ギャラリー

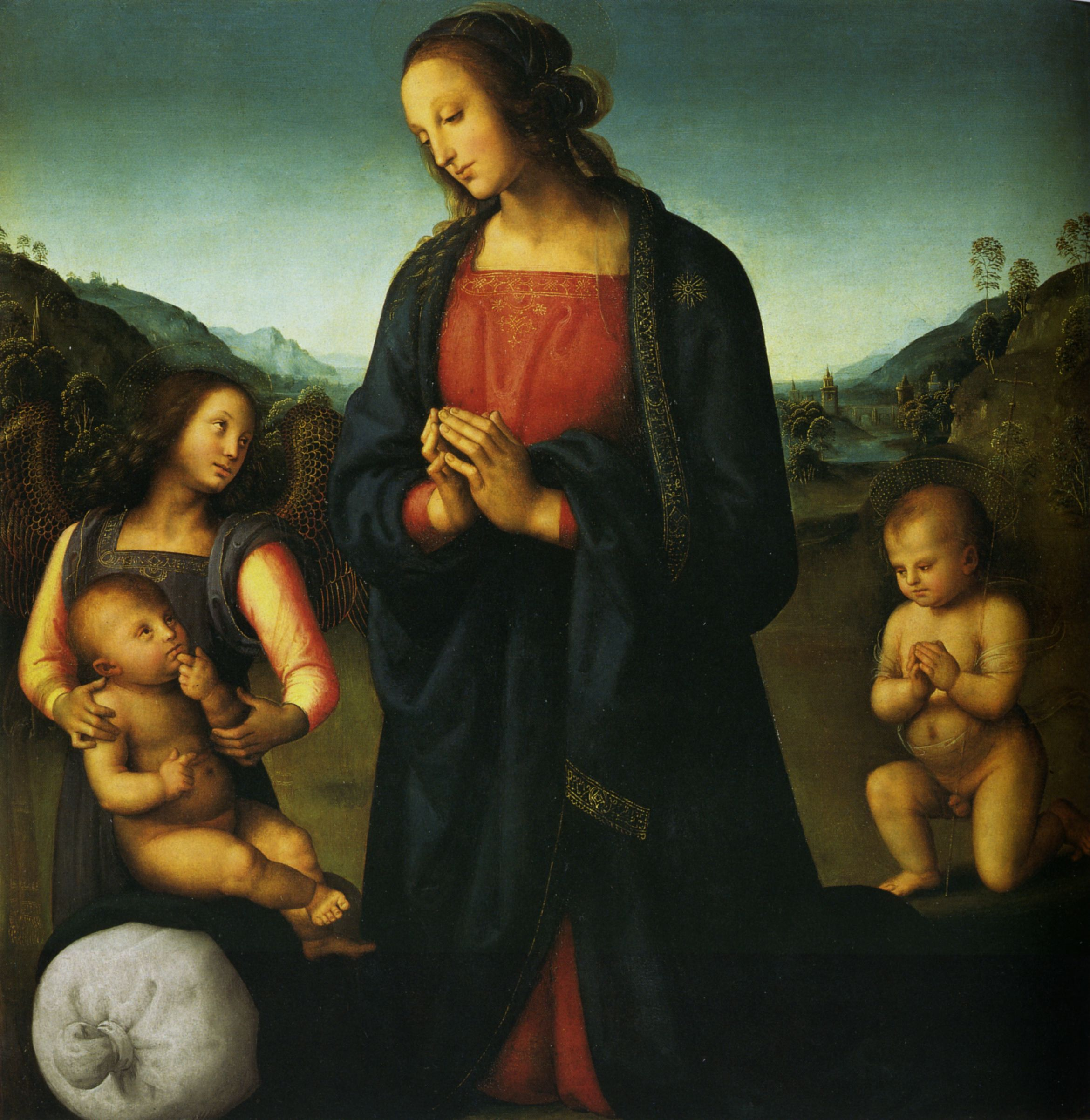
『サッコの聖母』1495年-1500年ごろ パラティーナ美術館所蔵
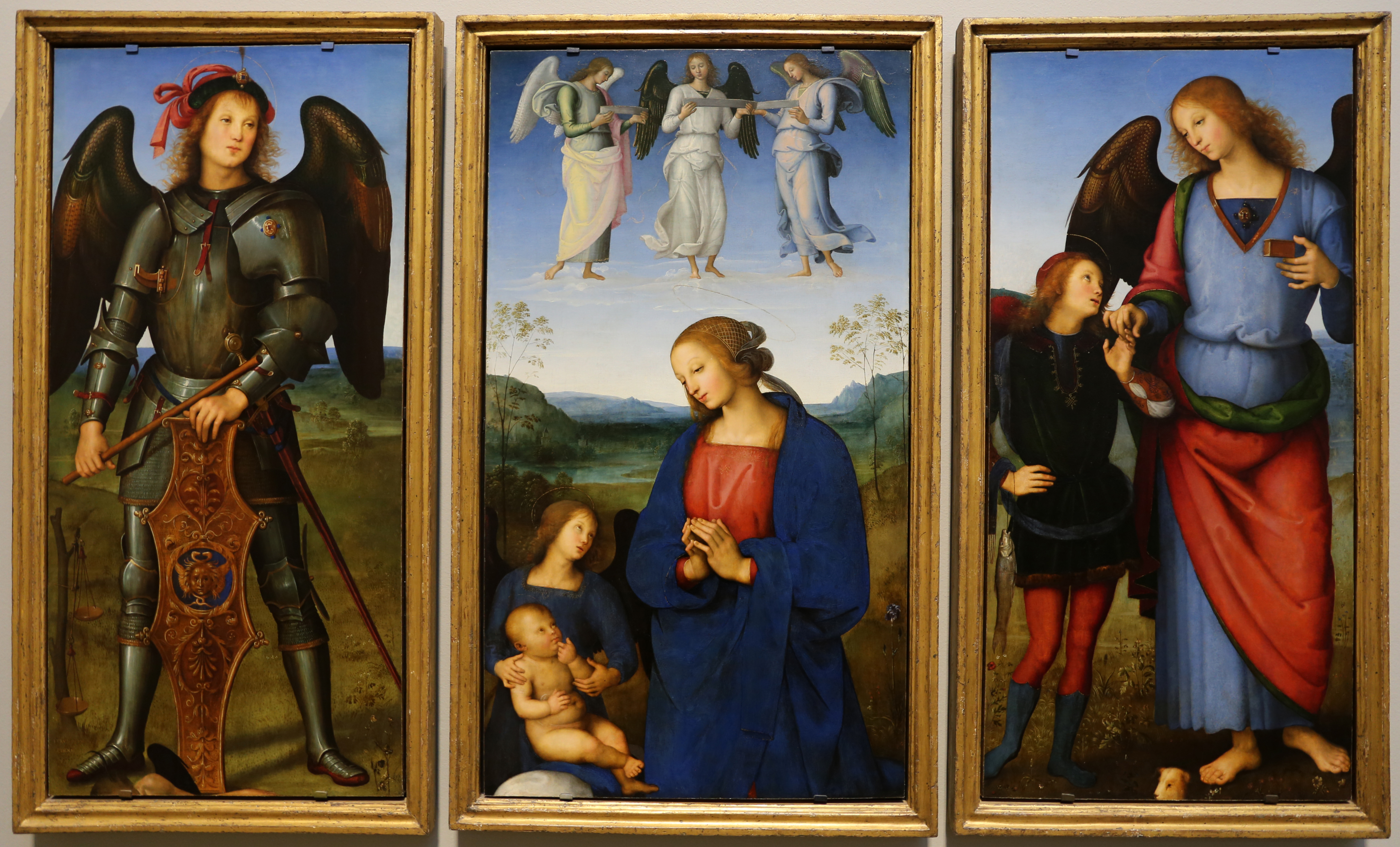
『チェルトーザ・ディ・パヴィアの多翼祭壇画』1496年-1500年ごろ ロンドン・ナショナル・ギャラリー所蔵